# Semberija

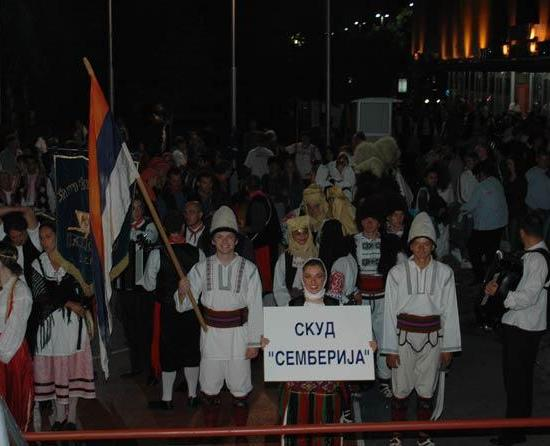
Festiwal Folklorystyczny, 2006 r.

Semberija (Семберија) – kraina geograficzna położona na pograniczu Federacji Bośni i Hercegowiny oraz Republiki Serbskiej. Największym miastem jest Bijeljina. Semberija otoczona jest przez rzeki – Drinę i Sawę oraz góry Majevica. Większa część obszaru położona jest na terytorium Republiki Serbskiej, natomiast tylko niewielka część leży w granicach Bośni i Hercegowiny.
Semberija posiada bardzo bogatą historię. Pierwsze wzmianki pochodzą z czasów Imperium Osmańskiego, z roku 1533. Za czasów panowania austriackiego wiele wiosek w tym regionie zostało zniszczone.
Nazwa Semberija ma węgierskie korzenie, prawdopodobnie powstała ona pomiędzy XII a XVI w., kiedy to obszar znajdował się pod panowaniem węgierskim. 
Obecnie Semberija zamieszkana jest przez ok. 200 tys. ludzi, większość z nich skupia się w gminie Bijeljina.

## Gminy
Gminy na obszarze Semberiji (liczba mieszkańców w 2013 r.):
- Bijeljina 114 663 mieszkańców
- Ugljevik 16 538 mieszkańców
- Lopare 16 568 mieszkańców

## Kultura
Na południu gminy Bijeljina znajduje się monaster Tavna. Data jego założenia nie jest dokładnie znana. Według kronik klasztory Tronosza i Pech zostały zbudowane za sprawą synów króla serbskiego Stefana Dragutina, Władysława i Urosza. Dragutin panował w latach 1276–1282, był również królem Sremu w latach 1282–1316. Obecny monaster Tavna został zbudowany na miejscu pierwotnej budowli i jest najstarszą tego typu budowlą w regionie. Został on zniszczony w pierwszych latach panowania tureckiego, a następnie odbudowany przez mieszkańców. Do kolejnych zniszczeń doszło ponownie w tym czasie, a następnie w okresie II wojny światowej. Pomiędzy rokiem 1941 a 1945 Tavna została zbombardowana przez Ustaszy Na terenie klasztoru znajduje się nagrobek, na którym widnieje napis: „Zdravko Jovacnovic, zabity przez oddział Ustaszy w 1943 r. w trakcie obrony klasztoru”. Po II wojnie światowej Tavna została przebudowana.

## Galeria

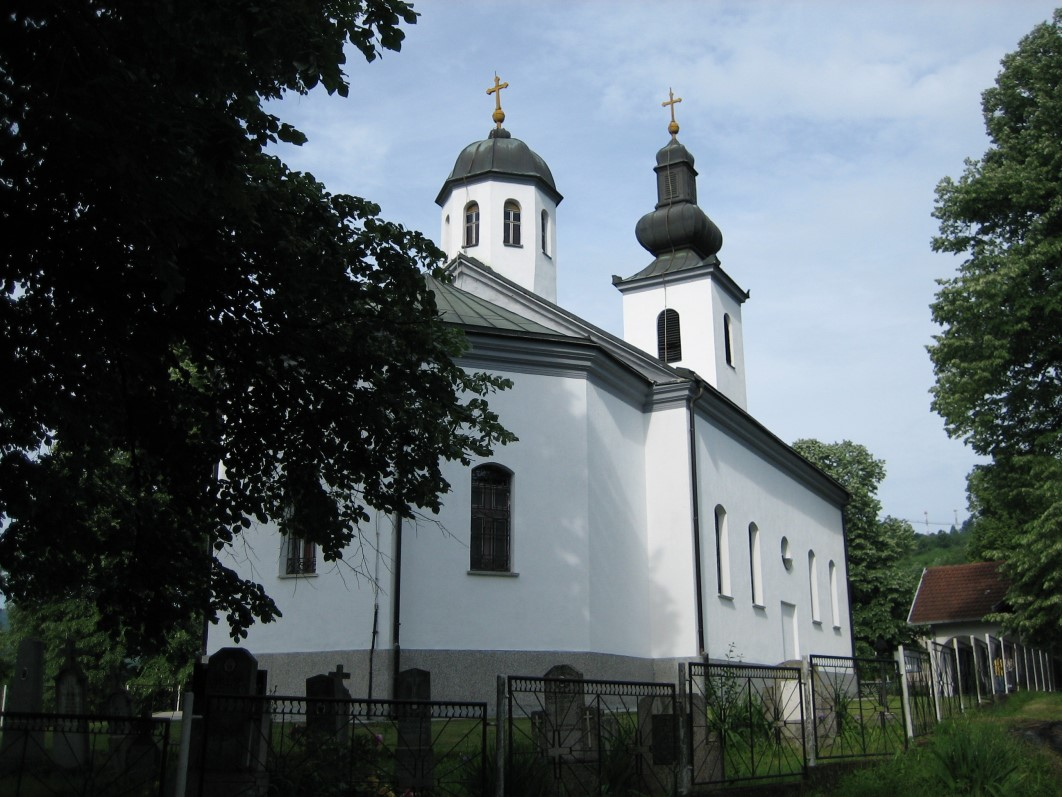
Cerkiew w Lopare
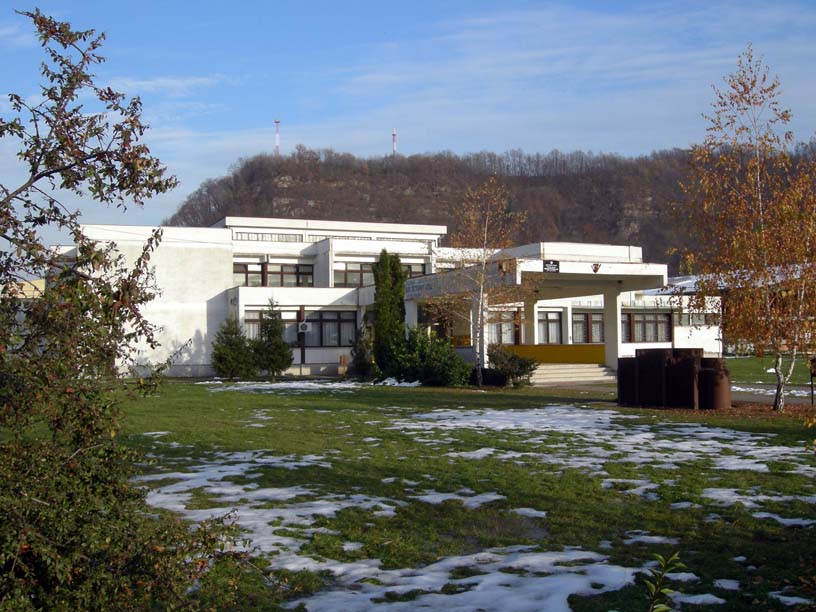
Wyższa szkoła w Ugljevik
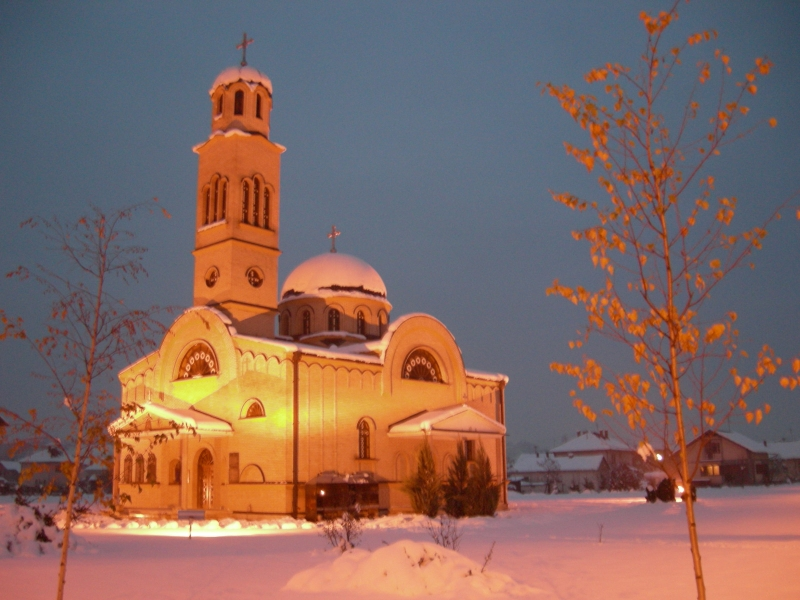
Cerkiew w Ugljeviku